# Sean Kerly
Sean Kerly, född den 29 januari 1960 i Whitstable, Storbritannien, är en brittisk landhockeyspelare.
Han tog OS-brons i herrarnas landhockeyturnering i samband med de olympiska landhockeytävlingarna 1984 i Los Angeles.
Därefter tog Kerly OS-guld i herrarnas landhockeyturnering i samband med de olympiska landhockeytävlingarna 1988 i Seoul.